# Microrregión de Porangatu
La microrregión de Porangatu es una de las microrregiones del estado brasileño de Goiás perteneciente a la mesorregión Norte Goiano. Su población fue estimada en 2006 por el IBGE en 216.200 habitantes y está dividida en diecinueve municipios. Posee un área total de 35.171,853 km². Siendo el municipio más poblado Porangatu.

## Municipios
- Alto Horizonte
- Amaralina
- Bonópolis
- Campinaçu
- Campinorte
- Campos Verdes
- Estrela do Norte
- Formoso
- Mara Rosa
- Minaçu
- Montividiu do Norte
- Mutunópolis
- Niquelândia
- Nova Iguaçu de Goiás
- Porangatu
- Santa Tereza de Goiás
- Santa Terezinha de Goiás
- Trombas
- Uruaçu

- Datos: Q1934029